# Найстенъярви (станция)
Современная железнодорожная станция На́йстенъя́рви (фин. Naistenjärvi) расположена на 31,47 км перегона Суоярви II — Лахколамен линии Суоярви I — Юшкозеро. Была открыта в 1956 году, в составе первой очереди Западно-Карельской магистрали. До 2011 года современная станция Найстенъярви имела подъездной путь к Найстенъярвскому лесозаводу, проложенный по полотну старой финской железной дороги, шедшей к станции Тарасйоен-Саха. По состоянию на 2018 год подъездной путь полностью разобран.
Станция оснащена постом ЭЦ для обеспечения автоблокировки. В середине 2010-х годов станция была оборудована современным пассажирским павильоном, новыми информационными табличками, также была уложена новая пассажирская платформа.
На станции останавливаются все проходящие пассажирские поезда. Пассажирское здание и билетная касса отсутствуют. Билеты приобретаются в штабном вагоне у начальника поезда.
| Сезонное обращение поездов                 |
| ------------------------------------------ |
| Костомукша - Петрозаводск №680А            |
| Петрозаводск - Костомукша №680Ч            |
| Костомукша - Анапа №680А (Бесперес. вагон) |
| Анапа - Костомукша №293С (Бесперес. вагон) |

| Круглогодичное обращение поездов                   |
| -------------------------------------------------- |
| Костомукша - Санкт-Петербург №350В                 |
| Санкт-Петербург-Костомукша №350А                   |
| Костомукша - Петрозаводск №350В (Бесперес. вагоны) |
| Петрозаводск - Костомукша №682А (Бесперес. вагоны) |

## Старая станция
Изначально финская станция Найстенъярви 62°15′55″ с. ш. 32°41′26″ в. д. находилась на 30, 1 км и являлась конечной станцией для пассажирского движения. Станция имела два подъездных пути к берегу озера Женское. Действующая линия заканчивалась грузовой станцией Тарасйоен-Саха 62°17′59″ с. ш. 32°41′06″ в. д., предназначенной для обслуживания одноимённой лесопилки. Также полуторами километрами южнее располагался поворотный треугольник 62°14′59″ с. ш. 32°41′09″ в. д., служивший для разворота подвижного состава. После Великой Отечественной войны и передачи территории СССР была начата реконструкция существующего участка Суоярви I — Найстенъярви, в результате чего были закрыты станции Кайпаа, Сулкуярви, Раясуванто, и в 1956 году Найстенъярви была перенесена на 1400 метров севернее. Для этого были две причины: сильная заболоченность и почти полное отсутствие населения в районе старой станции. В результате этого новая станция превратилась из тупиковой в промежуточную.

## Фотографии современной станции

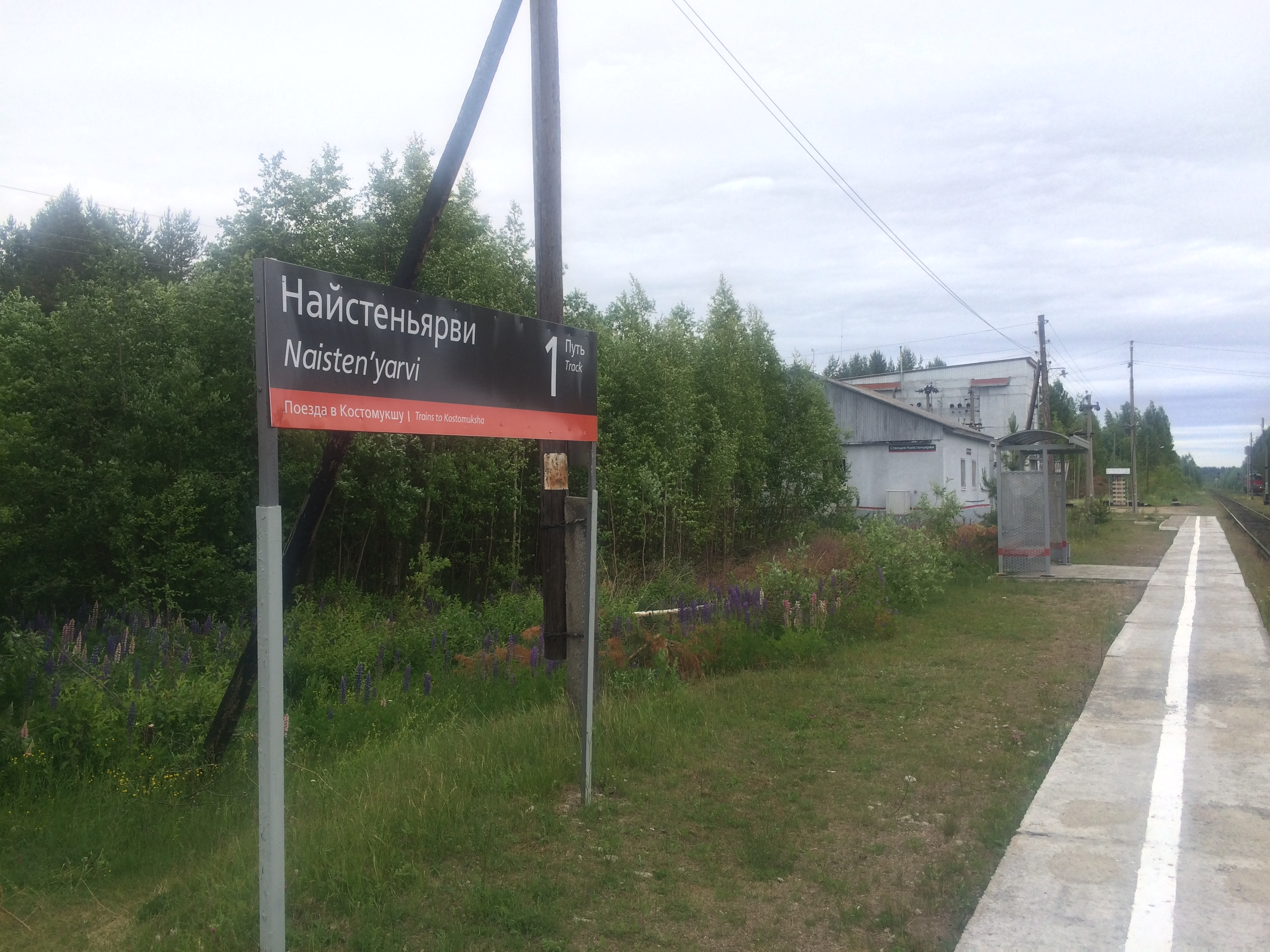
Новая табличка.
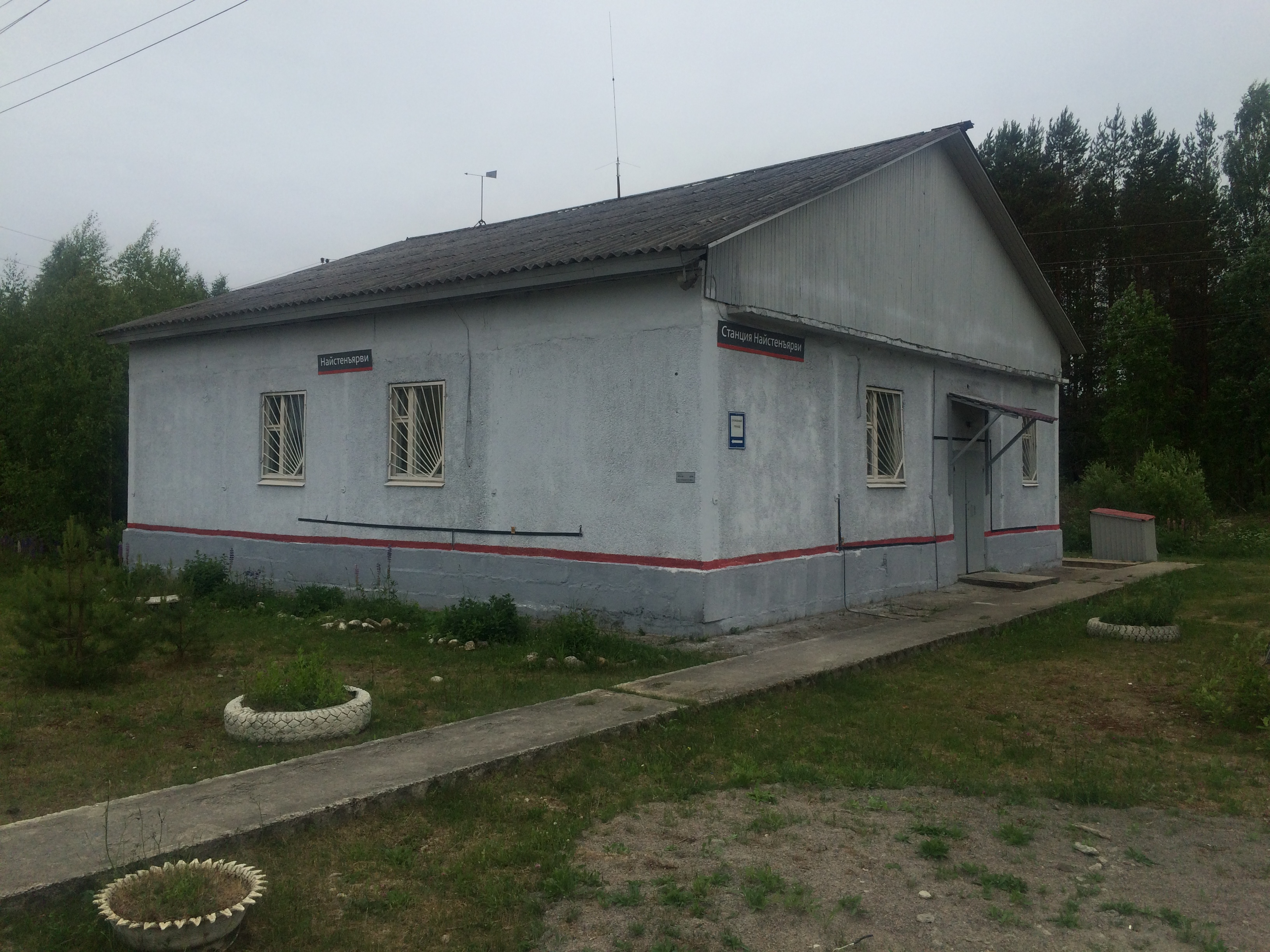
Пост ЭЦ.
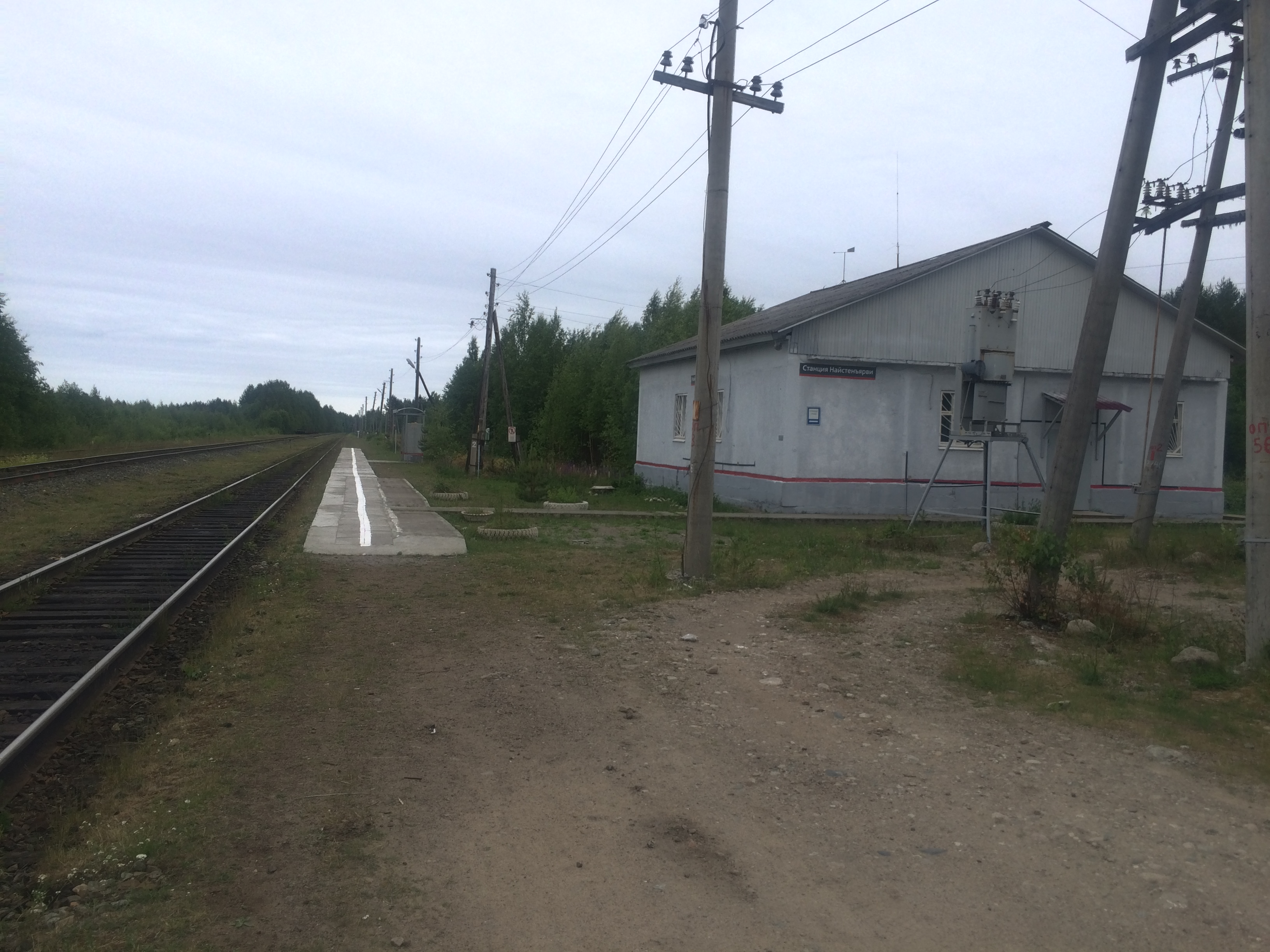
Вид на юг.

## Фотографии бывшей станции

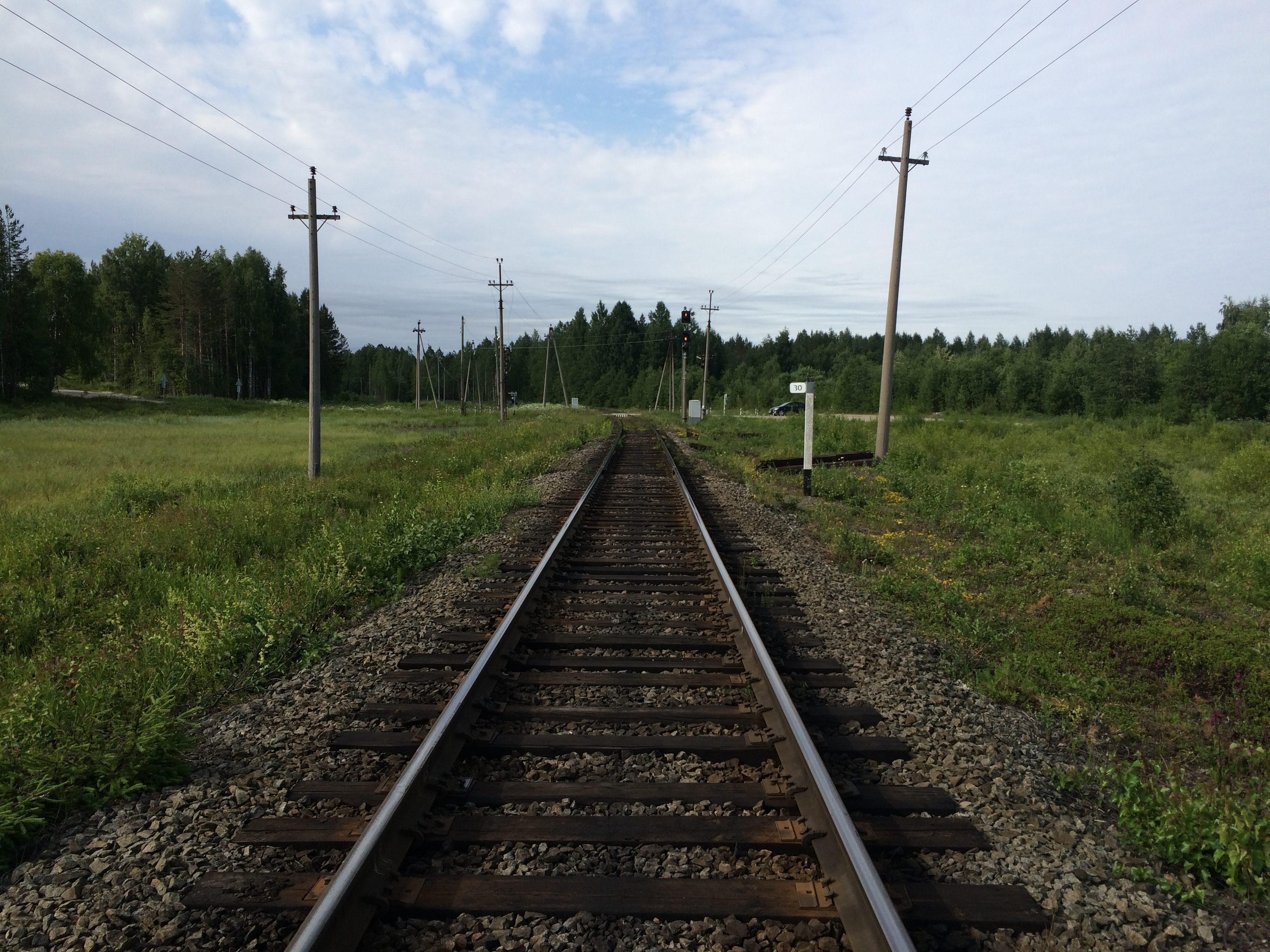
Бывшая станция Найстенъярви, вид на север.
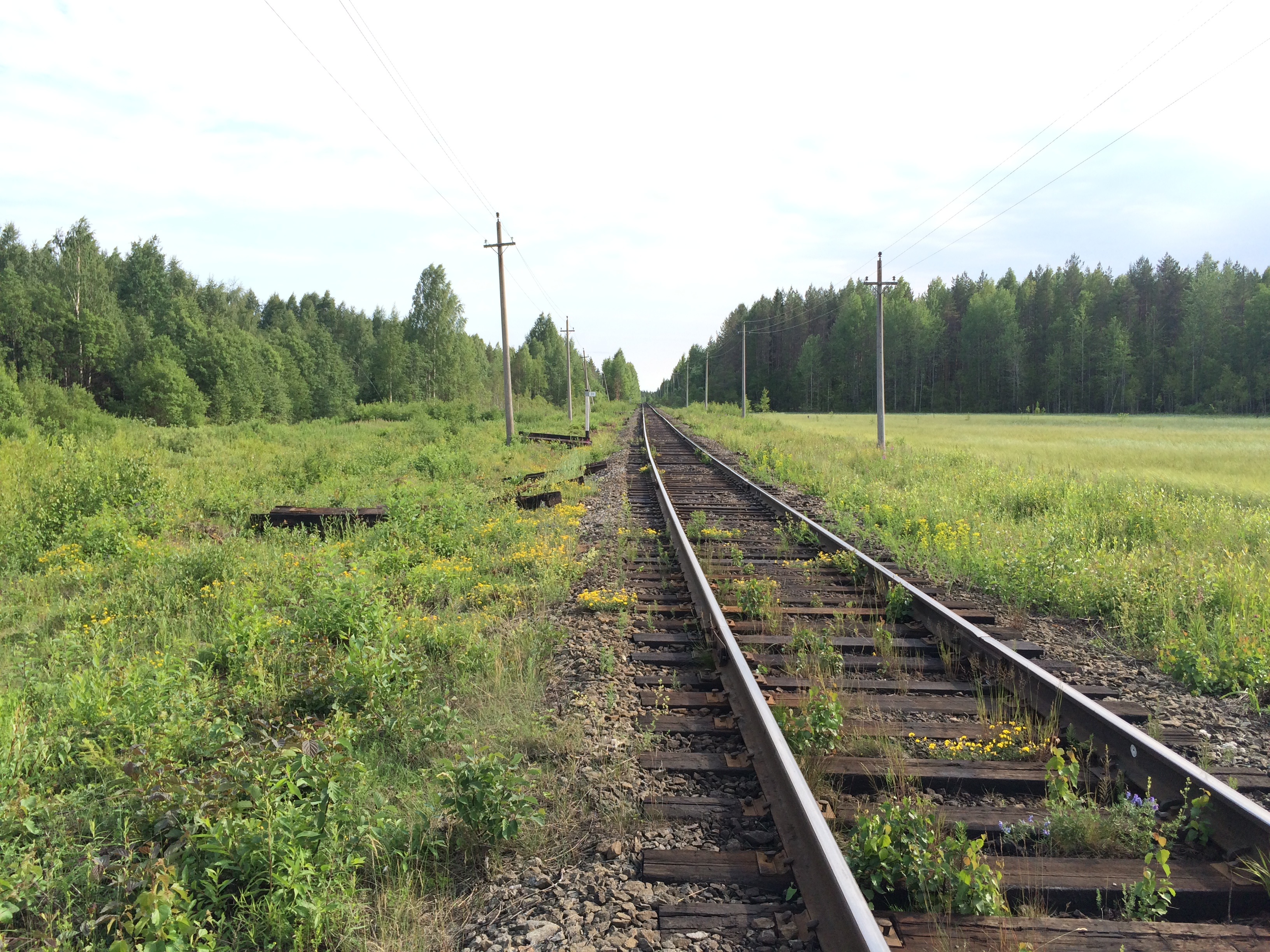
Бывшая станция Найстенъярви, вид на юг.
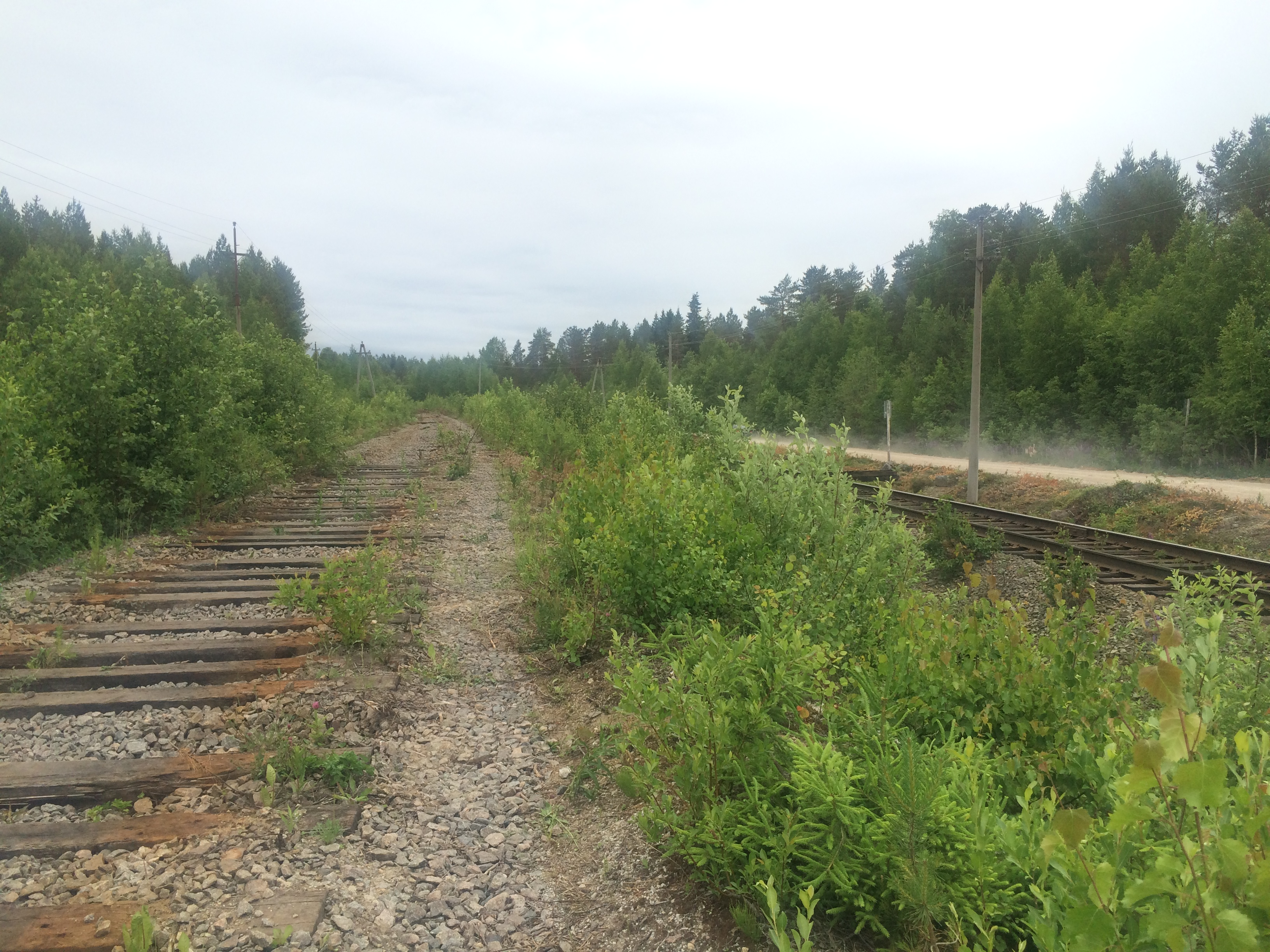
Разобранный подъездной путь к лесозаводу.